# Pardalosus serval
Pardalosus serval är en skalbaggsart som beskrevs av Thomas Say 1835. Pardalosus serval ingår i släktet Pardalosus och familjen Aphodiidae. Inga underarter finns listade i Catalogue of Life.